# ایلیان کیریاکوف
ایلیان کیریاکوف (بلغاری: Илиян Иванов Киряков؛ زادهٔ ۴ اوت ۱۹۶۷) بازیکن فوتبال اهل بلغارستان است.
از باشگاه‌هایی که در آن بازی کرده‌است می‌توان به باشگاه فوتبال ریت روورز، باشگاه فوتبال آنورتوسیس فاماگوستا، باشگاه فوتبال آبردین، باشگاه فوتبال دپورتیوو لا کرونیا، و باشگاه فوتبال زسکا صوفیه اشاره کرد.
وی همچنین در تیم‌های ملی فوتبال زیر ۲۱ سال بلغارستان، و بلغارستان بازی کرده‌است.